# Апарісіо Антоніо
Апарісіо Антоніо (ісп. Antonio Aparicio, н. 1917, Севілья — 2000) — іспанський письменник, комуніст та учасник націонал-революційної війни 1936—1939 років.

## Життєпис
У 1938 році він написав цикл віршів «Елегія світочу Гранади», присвячений пам'яті Ф. Гарсіа Лорки. У 1939 році Антоніо емігрував до Чилі та продовжив антифашистську діяльність. Творчість письменника, написана під час Другої світової війни, розкриває мужність і героїзм Радянської Армії (поеми «Першому загиблому радянському солдатові», «Пісня слави Червоній Армії» та ін.), солідарність народів світу з радянським народом. Також він автор антифашистської книги «Коли вмирала Європа» (1946), поеми «Іспанія жива і в смерті» (1948). Після звільнення з тюрми, до якої був кинутий реакційним чилійським урядом, Антоніо в 1949 році емігрував до Європи, а в 1958 році переїхав до Венесуели. Він також став учасником руху прихильників миру.